# Helga Mees
Helga Mees (Saarbrücken, 12 de julio de 1937-Schifferstadt, 11 de abril de 2014) fue una deportista alemana que compitió para la RFA en esgrima, especialista en la modalidad de florete.
Participó en tres Juegos Olímpicos de Verano entre los años 1960 y 1968, obteniendo dos medallas en Tokio 1964, plata en la prueba individual y bronce por equipos. Ganó dos medallas en el Campeonato Mundial de Esgrima en los años 1958 y 1959.

## Palmarés internacional
| Representando al Equipo Alemán Unificado |                             |                   |                     |
| Juegos Olímpicos                         |                             |                   |                     |
| Año                                      | Lugar                       | Medalla           | Prueba              |
| 1964                                     | Tokio (Japón)               | Medalla de plata  | Florete individual  |
| 1964                                     | Tokio (Japón)               | Medalla de bronce | Florete por equipos |
| Representando a la RFA                   |                             |                   |                     |
| Campeonato Mundial                       |                             |                   |                     |
| Año                                      | Lugar                       | Medalla           | Prueba              |
| 1958                                     | Filadelfia (Estados Unidos) | Medalla de plata  | Florete por equipos |
| 1959                                     | Budapest (Hungría)          | Medalla de bronce | Florete por equipos |